# Irlbachia frigida
Irlbachia frigida là một loài thực vật có hoa trong họ Long đởm. Loài này được (Sw.) Maas mô tả khoa học đầu tiên năm 1985.